# Ústečki kraj
Ústečki kraj je pokrajina na sjeverozapadu Češke uz granicu s Njemačkom. Najveći dio pokrajine zauzima Rudna gora (Krušné hory, Erzgebirge), a na jugu je Češka zavala. Postoji i Češko Sredogorje (České Středohoří) koje siječe rijeka Laba (značajan prijelaz Češka vrata - Porta Bohemica na putu Prag-Dresden). Najvažnije rijeke su Ohře i Bílina koje se ulijevaju u Labu.
Pokrajina ima 823.173 stanovnika (2006.). Za gospodarstvo su značajna nalazišta ugljena i industrija. Postoji i nekoliko nacionalnih parkova (najznačajniji je tzv. Češka Švicarska kod grada Děčína) i 136 prirodnih rezervata. Središte pokrajine je Ústí nad Labem (94.298; 2006.) a najveći gradovi Ústí na Labi (Ústi nad Labem), Most (67.805; 2006.) i Děčín (51.875; 2006.).